# John Essex
Pour les articles homonymes, voir Essex (homonymie).
John Essex (né vers 1680 et mort à Londres en 1744) est un danseur, chorégraphe et maître à danser anglais. Il a répandu la notation de la danse parmi le public et dans les théâtres londoniens. En 1728, il fait paraître son œuvre majeure The Dancing-Master, or, The Art of Dancing Explained, traduction du Maître à danser de Pierre Rameau.
Il avait publié, en 1710, son premier recueil de country dances, For the Further Improvement of Dancing, a Treatis of Chorography or ye Art of Dancing Country Dances.

## Œuvres principales
- For the Further Improvement of Dancing, 1710.
- The Dancing Master, 1728.